# Eurocoupe féminine de basket-ball 2024-2025
Navigation
Saison précédente Saison suivante

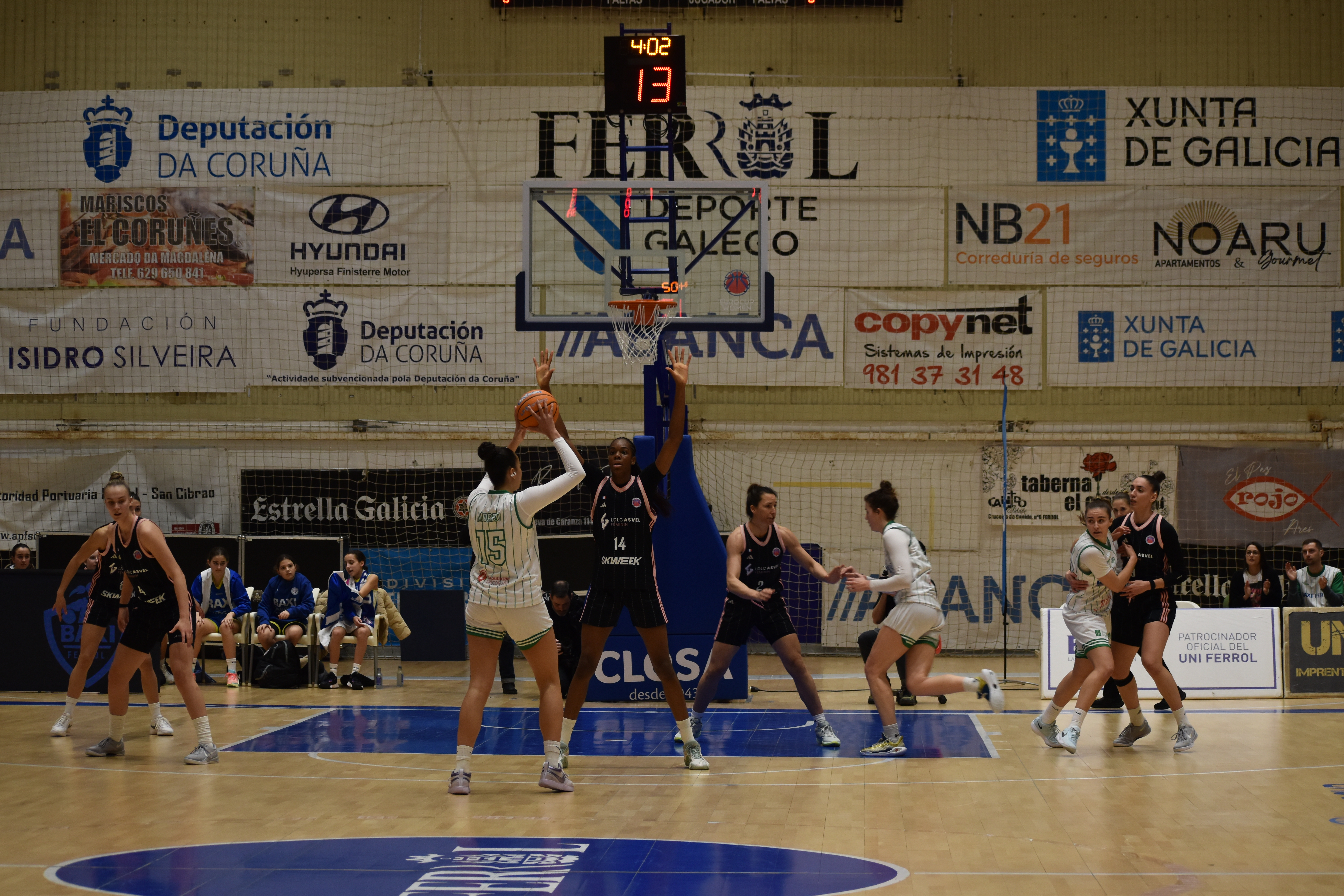
Baxi Ferrol - LDLC ASVEL Féminin.

L’Eurocoupe de basket-ball 2024-2025 est la 23e édition de la seconde compétition européenne de clubs de basket-ball féminins derrière l’Euroligue.
Les tenantes du titre des Lions de Londres ne défendront pas leur titre, ayant refusé pour cette saison l’engagement dans les compétitions continentales pour raisons financières.

## Format de compétition
Après le tour de qualification, les 48 équipes sont réparties en 12 groupes de 4. Les équipes classées 1re et 2e de chaque groupe sont qualifiées pour les playoffs, ainsi que les 4 meilleures troisièmes. Ces 28 équipes, ainsi que les 4 équipes reversées d’Euroligue, sont ensuite classées selon leurs résultats obtenus dans la saison régulière.
Lors des playoffs, chaque confrontation se joue en match aller et retour, l’équipe ayant inscrit le plus de points lors des deux rencontres étant déclarée gagnante.

## Attribution des places par nation
L’attribution du nombre de places pour chaque nation est déterminé par le classement international fondé sur les résultats des trois saisons précédentes.
| Rang | Pays            | Points | Équipes |
| ---- | --------------- | ------ | ------- |
| 1    | Turquie         | 250,00 | 2 ou 3  |
| 2    | France          | 170,67 | 5 ou 6  |
| 3    | Espagne         | 164,67 | 5 ou 6  |
| 4    | Hongrie         | 113,33 | 3 ou 4  |
| 5    | Italie          | 103,33 | 4       |
| 6    | Tchéquie        | 82,67  | 2 ou 3  |
| 7    | Pologne         | 56,00  | 4       |
| 8    | Russie          | 42,00  | 0       |
| 9    | Belgique        | 28,67  | 3       |
| 10   | Grèce           | 21,67  | 4       |
| 11   | Grande-Bretagne | 21,33  | 1       |
| 12   | Lettonie        | 20,00  | 1       |
| 12   | Israël          | 20,00  | 1       |
| 14   | Roumanie        | 14,67  | 2 ou 3  |

| Rang | Pays        | Points | Équipes |
| ---- | ----------- | ------ | ------- |
| 15   | Slovaquie   | 12,00  | 1       |
| 16   | Portugal    | 8,00   | 2       |
| 16   | Suisse      | 8,00   | 1       |
| 18   | Luxembourg  | 6,00   | 0       |
| 19   | Serbie      | 5,33   | 1       |
| 20   | Ukraine     | 5,00   | 0       |
| 21   | Allemagne   | 4,67   | 2       |
| 21   | Lituanie    | 4,67   | 2       |
| 23   | Croatie     | 3,33   | 0       |
| 24   | Biélorussie | 2,00   | 0       |
| 25   | Bulgarie    | 1,33   | 0       |
| 25   | Islande     | 1,33   | 0       |
| 27   | Norvège     | 0,67   | 0       |
| 27   | Suède       | 0,67   | 0       |

| Rang | Pays     | Points | Équipes |
| ---- | -------- | ------ | ------- |
| 29   | Arménie  | 0,00   | 1       |
| 29   | Chypre   | 0,00   | 1       |
| 29   | Finlande | 0,00   | 1       |

## Équipes participantes
Les équipes participantes ont été annoncées le 9 juillet 2024 Les équipes signalées par S sont tête de série lors du tour de qualification.
| Seizièmes de finale                     | Seizièmes de finale                                | Seizièmes de finale                      | Seizièmes de finale                 |
| --------------------------------------- | -------------------------------------------------- | ---------------------------------------- | ----------------------------------- |
| DVTK MiskolcEL                          | Olympiakós Le PiréeEL                              | ESB Villeneuve-d’Ascq LMEL               | SERCO Uni GyőrEL                    |
| Saison régulière                        |                                                    |                                          |                                     |
| KSC SzekszárdELq                        | CSM ConstanțaELq                                   | Beşiktaş IstanbulELq                     | Alba Berlin (en) (1er)              |
| Rutronik Stars Keltern (en) (2e)        | Les Foxes Erevan (1er)                             | Kangoeroes Basket Malines (1er)          | Castors Braine (2e)                 |
| Basket Namur-Capitale (3e)              | AEL Limassol (1er)                                 | Uni Gérone CB (4e)                       | CB Jairis (es) (5e)                 |
| Estudiantes Madrid (6e)                 | CD Ibaeta Saint-Sébastien (es) (7e)                | Kotka Peli-Karhut (2e)                   | Lattes-Montpellier (4e)             |
| Tarbes Gespe Bigorre (7e)               | Charnay BBS (5e)                                   | LDLC Lyon ASVEL féminin (6e)             | Caledonia Gladiators (en) (3e)      |
| Panathinaïkós Athènes (2e)              | Protéas Voúlas (en) (4e)                           | Sopron Basket (4e)                       | NKA Universitas PEAC Pécs (hu) (5e) |
| Elitzur Ramla (1er)                     | Magnolia Basket Campobasso (it) (3e)               | GEAS Basket Sesto San Giovanni (it) (6e) | TTT Riga (1er)                      |
| Kibirkštis Vilnius (lt) (1er)           | Klaipėdos Neptūnas (3e)                            | AZS AJP Gorzów Wielkopolski (2e)         | Arka Gdynia (3e)                    |
| Zagłębie Sosnowiec (pl) (5e)            | AZS UMCS Lublin (en) (6e)                          | Benfica Lisbonne (1er)                   | CUS Ponta Delgada (pt) (2e)         |
| ACS Sepsi SIC Sfântu Gheorghe (ro) (3e) | Étoile rouge de Belgrade (2e)                      | Piešťanské Čajky (en) (1er)              | Elfic Fribourg Basket (1er)         |
| KP Brno (3e)                            | Levharti Chomutov (cs) (6e)                        | Galatasaray Istanbul (4e)                |                                     |
| Tour de qualification                   |                                                    |                                          |                                     |
| Panthers d'Osnabrück (de) (6e)          | Uni FerrolS (8e)                                   | UF Angers B49S (8e)                      | PAS Giánnina (el) (5e)              |
| Iraklís Thessalonique (en) (6e)         | MTK Budapest (7e)                                  | Dinamo Sassari (it)S (9e)                | PB63 Battipaglia (12e)              |
| CS Universitatea ClujS (5e)             | Bodrum Basketbol SK (tr)S (2e de 2e division (en)) |                                          |                                     |

Légende
- entre parenthèses : classement de l’équipe dans son championnat national lors de la saison régulière précédente ;
- S : équipe tête de série lors du tour de qualification[5].

## Tirage au sort
La composition des chapeaux est annoncée le 15 juillet 2024, basée sur le classement des clubs établi par la FIBA. Le tirage au sort s’est tenu à Munich le 18 juillet 2024.
Contrairement aux saisons précédentes, chaque groupe de saison régulière ne peut comporter qu’un club du même pays.
| Chapeau 1 | Chapeau 2 | Chapeau 3 | Chapeau 4 |
| --- | --- | --- | --- |
| Reversé des qualifications de l’EL 1 Reversé des qualifications de l’EL 2 Reversé des qualifications de l’EL 3 Sopron Basket Uni Gérone CB LDLC Lyon ASVEL féminin Galatasaray Istanbul Lattes-Montpellier TTT Riga AZS UMCS Lublin (en) ACS Sepsi SIC Sfântu Gheorghe (ro) Arka Gdynia | Castors Braine Elitzur Ramla Kangoeroes Basket Malines NKA Universitas PEAC Pécs (hu) Elfic Fribourg Basket AZS AJP Gorzów Wielkopolski Estudiantes Madrid KP Brno Basket Namur-Capitale Panathinaïkós Athènes Étoile rouge de Belgrade Piešťanské Čajky (en) | Rutronik Stars Keltern (en) Kibirkštis Vilnius (lt) Benfica Lisbonne Tarbes Gespe Bigorre Zagłębie Sosnowiec (pl) Gladiators de Calédonie (en) CD Ibaeta Saint-Sébastien (es) CUS Ponta Delgada (pt) Levharti Chomutov (cs) Magnolia Basket Campobasso (it) Charnay BBS CB Jairis (es) | GEAS Basket Sesto San Giovanni (it) Protéas Voúlas (en) Alba Berlin (en) Klaipėdos Neptūnas Les Foxes Erevan AEL Limassol Kotka Peli-Karhut Qualifié 1 Qualifié 2 Qualifié 3 Qualifié 4 Qualifié 5 |

## Tour de qualification
Le tirage au sort des qualification s’est tenu le 18 juillet 2024. Les matches allers se jouent le 19 septembre chez l’équipe 2, les matches retours le 26 septembre 2024 chez l’équipe 1 tête de série.
| Équipe 1                 | Score   | Équipe 2                   | Aller  | Retour |
| ------------------------ | ------- | -------------------------- | ------ | ------ |
| Dinamo Sassari (it)      | 175–113 | PAS Giánnina (el)          | 80–*63 | *95–50 |
| Bodrum Basketbol SK (tr) | 148–102 | Panthers d'Osnabrück (de)  | 78–*36 | *70–66 |
| Uni Ferrol               | 178–92  | PB63 Battipaglia           | 89–*47 | *89–45 |
| CS Universitatea Cluj    | 119–121 | Iraklís Thessalonique (en) | 50–*61 | *69–60 |
| UF Angers B49            | 173–134 | MTK Budapest               | 90–*57 | *83–77 |

- Le vainqueur de la confrontation est qualifié pour la saison régulière.

## Saison régulière
Panathinaïkós Athènes

 Protéas Voúlas (en)

Équipes d’Istanbul

 Beşiktaş Istanbul

 Galatasaray Istanbul
Les 48 équipes sont réparties en 12 groupes de 4. Les équipes classées aux 1re et 2e places de chaque groupe se qualifient pour les playoffs, ainsi que les quatre meilleurs troisièmes.
Cette saison, Kotka Peli-Karhut, l’Alba Berlin (en), Protéas Voúlas (en), Magnolia Basket Campobasso (it), GEAS Basket Sesto San Giovanni (it), CB Jairis (es), Uni Ferrol et Bodrum Basketbol SK (tr) font leur début en saison régulière.
Vingt-deux fédérations nationales seront représentées cette saison, soit deux de plus qu’en 2023-2024. La Finlande présente pour la première fois une équipe en saison régulière,,. L’Arménie et Chypre font leur retour dans la compétition après une dernière apparition en 2009–2010, tandis que la Serbie fait son retour après son absence lors de la saison précédente. La Croatie et le Luxembourg sont en revanche absents de la saison régulière cette saison.
- Équipes qualifiées pour les seizièmes de finale
- Équipes qualifiées pour les seizièmes de finale en tant que meilleurs troisièmes
- Équipes éliminées
- Q : Équipes issues des qualifications
- ELq : Équipes reversées des qualifications de l’Euroligue

### Groupe A
| Rang | Équipe                            | Pts | J | G | P | Pp  | Pc  | Diff |  | Résultats (dom.\ext.)             |       |        |       |        |
| ---- | --------------------------------- | --- | - | - | - | --- | --- | ---- |  | --------------------------------- | ----- | ------ | ----- | ------ |
| 1    | LDLC Lyon ASVEL féminin           | 12  | 6 | 6 | 0 | 560 | 337 | 223  |  | LDLC Lyon ASVEL féminin           |       | 100-79 | 86-50 | 115-54 |
| 2    | AZS AJP Gorzów Wielkopolski (+16) | 9   | 6 | 3 | 3 | 490 | 422 | 68   |  | AZS AJP Gorzów Wielkopolski (+16) | 63-73 |        | 81-59 | 91-52  |
| 3    | Levharti Chomutov (cs) (–16)      | 9   | 6 | 3 | 3 | 420 | 451 | -31  |  | Levharti Chomutov (cs) (–16)      | 47-89 | 90-84  |       | 90-34  |
| 4    | AEL Limassol                      | 6   | 6 | 0 | 6 | 309 | 569 | -260 |  | AEL Limassol                      | 44-97 | 48-92  | 77-84 |        |

### Groupe B
| Rang | Équipe                | Pts | J | G | P | Pp  | Pc  | Diff |  | Résultats (dom.\ext.) |       |       |       |        |
| ---- | --------------------- | --- | - | - | - | --- | --- | ---- |  | --------------------- | ----- | ----- | ----- | ------ |
| 1    | CB Jairis (es)        | 12  | 6 | 6 | 0 | 506 | 365 | 141  |  | CB Jairis (es)        |       | 74-57 | 76-63 | 101-54 |
| 2    | UF Angers B49Q        | 10  | 6 | 4 | 2 | 467 | 414 | 53   |  | UF Angers B49Q        | 66-80 |       | 92-69 | 77-55  |
| 3    | AZS UMCS Lublin (en)  | 8   | 6 | 2 | 4 | 394 | 464 | -70  |  | AZS UMCS Lublin (en)  | 58-83 | 61-89 |       | 80-62  |
| 4    | Panathinaïkós Athènes | 6   | 6 | 0 | 6 | 375 | 499 | -124 |  | Panathinaïkós Athènes | 67-92 | 75-86 | 62-63 |        |

### Groupe C
| Rang | Équipe                                  | Pts | J | G | P | Pp  | Pc  | Diff |  | Résultats (dom.\ext.)                   |       |       |       |       |
| ---- | --------------------------------------- | --- | - | - | - | --- | --- | ---- |  | --------------------------------------- | ----- | ----- | ----- | ----- |
| 1    | CD Ibaeta Saint-Sébastien (es)          | 12  | 6 | 6 | 0 | 438 | 340 | 98   |  | CD Ibaeta Saint-Sébastien (es)          |       | 70-64 | 68-53 | 85-43 |
| 2    | Étoile rouge de Belgrade                | 10  | 6 | 4 | 2 | 456 | 373 | 83   |  | Étoile rouge de Belgrade                | 78-80 |       | 76-70 | 93-53 |
| 3    | ACS Sepsi SIC Sfântu Gheorghe (ro) (+1) | 7   | 6 | 1 | 5 | 380 | 418 | -38  |  | ACS Sepsi SIC Sfântu Gheorghe (ro) (+1) | 54-62 | 62-72 |       | 70-63 |
| 4    | Protéas Voúlas (en) (–1)                | 7   | 6 | 1 | 5 | 322 | 465 | -143 |  | Protéas Voúlas (en) (–1)                | 48-73 | 38-73 | 77-71 |       |

### Groupe D
| Rang | Équipe                       | Pts | J | G | P | Pp  | Pc  | Diff |  | Résultats (dom.\ext.)        |       |       |       |       |
| ---- | ---------------------------- | --- | - | - | - | --- | --- | ---- |  | ---------------------------- | ----- | ----- | ----- | ----- |
| 1    | Lattes-Montpellier           | 12  | 6 | 6 | 0 | 499 | 339 | 160  |  | Lattes-Montpellier           |       | 74-53 | 93-60 | 83-55 |
| 2    | Klaipėdos Neptūnas (+4)      | 9   | 6 | 3 | 3 | 397 | 391 | 6    |  | Klaipėdos Neptūnas (+4)      | 62-74 |       | 68-55 | 88-56 |
| 3    | Elfic Fribourg Basket (–4)   | 9   | 6 | 3 | 3 | 389 | 438 | -49  |  | Elfic Fribourg Basket (–4)   | 58-78 | 68-59 |       | 82-78 |
| 4    | Gladiators de Calédonie (en) | 6   | 6 | 0 | 6 | 366 | 483 | -117 |  | Gladiators de Calédonie (en) | 51-97 | 64-67 | 62-66 |       |

### Groupe E
| Rang | Équipe                    | Pts | J | G | P | Pp  | Pc  | Diff |  | Résultats (dom.\ext.)     |       |       |       |       |
| ---- | ------------------------- | --- | - | - | - | --- | --- | ---- |  | ------------------------- | ----- | ----- | ----- | ----- |
| 1    | Sopron Basket             | 11  | 6 | 5 | 1 | 450 | 361 | 89   |  | Sopron Basket             |       | 75-63 | 66-71 | 74-47 |
| 2    | Charnay BBS               | 10  | 6 | 4 | 2 | 415 | 364 | 51   |  | Charnay BBS               | 53-71 |       | 84-53 | 81-53 |
| 3    | Bodrum Basketbol SK (tr)Q | 9   | 6 | 3 | 3 | 427 | 448 | -21  |  | Bodrum Basketbol SK (tr)Q | 80-86 | 66-76 |       | 78-73 |
| 4    | Piešťanské Čajky (en)     | 6   | 6 | 0 | 6 | 329 | 448 | -119 |  | Piešťanské Čajky (en)     | 47-78 | 46-58 | 63-79 |       |

### Groupe F
| Rang | Équipe                           | Pts | J | G | P | Pp  | Pc  | Diff |  | Résultats (dom.\ext.)            |       |       |       |       |
| ---- | -------------------------------- | --- | - | - | - | --- | --- | ---- |  | -------------------------------- | ----- | ----- | ----- | ----- |
| 1    | Castors Braine (+2)              | 10  | 6 | 4 | 2 | 453 | 436 | 17   |  | Castors Braine (+2)              |       | 66-71 | 79-74 | 64-65 |
| 2    | Rutronik Stars Keltern (en) (–2) | 10  | 6 | 4 | 2 | 478 | 422 | 56   |  | Rutronik Stars Keltern (en) (–2) | 72-79 |       | 86-67 | 89-59 |
| 3    | CSM ConstanțaELq                 | 9   | 6 | 3 | 3 | 471 | 470 | 1    |  | CSM ConstanțaELq                 | 74-78 | 87-72 |       | 74-70 |
| 4    | Kotka Peli-Karhut                | 6   | 6 | 0 | 6 | 423 | 497 | -74  |  | Kotka Peli-Karhut                | 80-87 | 64-88 | 85-95 |       |

### Groupe G
| Rang | Équipe                      | Pts | J | G | P | Pp  | Pc  | Diff |  | Résultats (dom.\ext.)       |        |        |        |        |
| ---- | --------------------------- | --- | - | - | - | --- | --- | ---- |  | --------------------------- | ------ | ------ | ------ | ------ |
| 1    | Tarbes Gespe Bigorre        | 11  | 6 | 5 | 1 | 527 | 311 | 216  |  | Tarbes Gespe Bigorre        |        | 87-60  | 86-53  | 106-39 |
| 2    | Estudiantes Madrid          | 10  | 6 | 4 | 2 | 532 | 399 | 133  |  | Estudiantes Madrid          | 67-61  |        | 96-66  | 102-38 |
| 3    | KSC SzekszárdELq            | 9   | 6 | 3 | 3 | 498 | 420 | 78   |  | KSC SzekszárdELq            | 59-68  | 106-98 |        | 103-38 |
| 4    | Iraklís Thessalonique (en)Q | 6   | 6 | 0 | 6 | 223 | 650 | -427 |  | Iraklís Thessalonique (en)Q | 33-119 | 41-109 | 34-111 |        |

### Groupe H
| Rang | Équipe                        | Pts | J | G | P | Pp  | Pc  | Diff |  | Résultats (dom.\ext.)         |       |       |       |       |
| ---- | ----------------------------- | --- | - | - | - | --- | --- | ---- |  | ----------------------------- | ----- | ----- | ----- | ----- |
| 1    | Arka Gdynia                   | 11  | 6 | 5 | 1 | 467 | 403 | 64   |  | Arka Gdynia                   |       | 80-73 | 80-67 | 87-71 |
| 2    | Kibirkštis Vilnius (lt) (+10) | 9   | 6 | 3 | 3 | 433 | 428 | 5    |  | Kibirkštis Vilnius (lt) (+10) | 66-80 |       | 72-80 | 80-68 |
| 3    | Elitzur Ramla (–10)           | 9   | 6 | 3 | 3 | 435 | 451 | -16  |  | Elitzur Ramla (–10)           | 82-79 | 67-85 |       | 71-76 |
| 4    | Alba Berlin (en)              | 7   | 6 | 1 | 5 | 371 | 424 | -53  |  | Alba Berlin (en)              | 44-61 | 53-57 | 59-68 |       |

### Groupe I
| Rang | Équipe                         | Pts | J | G | P | Pp  | Pc  | Diff |  | Résultats (dom.\ext.)          |       |       |       |       |
| ---- | ------------------------------ | --- | - | - | - | --- | --- | ---- |  | ------------------------------ | ----- | ----- | ----- | ----- |
| 1    | Zagłębie Sosnowiec (pl)        | 12  | 6 | 6 | 0 | 477 | 380 | 97   |  | Zagłębie Sosnowiec (pl)        |       | 83-74 | 88-55 | 81-56 |
| 2    | Dinamo Sassari (it)Q           | 10  | 6 | 4 | 2 | 445 | 407 | 38   |  | Dinamo Sassari (it)Q           | 62-70 |       | 64-60 | 83-74 |
| 3    | Kangoeroes Basket Malines (+5) | 7   | 6 | 1 | 5 | 394 | 444 | -50  |  | Kangoeroes Basket Malines (+5) | 79-81 | 60-76 |       | 63-64 |
| 4    | TTT Riga (–5)                  | 7   | 6 | 1 | 5 | 379 | 464 | -85  |  | TTT Riga (–5)                  | 54-74 | 60-86 | 71-77 |       |

### Groupe J
| Rang | Équipe                     | Pts | J | G | P | Pp  | Pc  | Diff |  | Résultats (dom.\ext.)      |       |       |        |       |
| ---- | -------------------------- | --- | - | - | - | --- | --- | ---- |  | -------------------------- | ----- | ----- | ------ | ----- |
| 1    | Galatasaray Istanbul (+13) | 11  | 6 | 5 | 1 | 514 | 363 | 151  |  | Galatasaray Istanbul (+13) |       | 69-73 | 110-62 | 84-52 |
| 2    | Uni FerrolQ (–13)          | 11  | 6 | 5 | 1 | 455 | 353 | 102  |  | Uni FerrolQ (–13)          | 66-83 |       | 79-59  | 82-45 |
| 3    | KP Brno                    | 10  | 6 | 2 | 4 | 375 | 466 | -91  |  | KP Brno                    | 66-92 | 59-73 |        | 56-49 |
| 4    | CUS Ponta Delgada (pt)     | 6   | 6 | 0 | 6 | 291 | 453 | -162 |  | CUS Ponta Delgada (pt)     | 44-76 | 38-82 | 63-73  |       |

### Groupe K
| Rang | Équipe                              | Pts | J | G | P | Pp  | Pc  | Diff |  | Résultats (dom.\ext.)               |       |       |       |        |
| ---- | ----------------------------------- | --- | - | - | - | --- | --- | ---- |  | ----------------------------------- | ----- | ----- | ----- | ------ |
| 1    | Beşiktaş Istanbul                   | 12  | 6 | 6 | 0 | 508 | 366 | 142  |  | Beşiktaş Istanbul                   |       | 82-71 | 90-55 | 103-63 |
| 2    | GEAS Basket Sesto San Giovanni (it) | 10  | 6 | 4 | 2 | 450 | 362 | 88   |  | GEAS Basket Sesto San Giovanni (it) | 49-63 |       | 92-58 | 81-49  |
| 3    | Benfica Lisbonne (+24)              | 7   | 6 | 1 | 5 | 387 | 465 | -78  |  | Benfica Lisbonne (+24)              | 55-76 | 67-79 |       | 77-52  |
| 4    | Basket Namur-Capitale (–24)         | 7   | 6 | 1 | 5 | 356 | 508 | -152 |  | Basket Namur-Capitale (–24)         | 73-94 | 43-78 | 76-75 |        |

### Groupe L
| Rang | Équipe                          | Pts | J | G | P | Pp  | Pc  | Diff |  | Résultats (dom.\ext.)           |        |       |        |        |
| ---- | ------------------------------- | --- | - | - | - | --- | --- | ---- |  | ------------------------------- | ------ | ----- | ------ | ------ |
| 1    | Uni Gérone CB                   | 11  | 6 | 5 | 1 | 525 | 398 | 127  |  | Uni Gérone CB                   |        | 74-66 | 79-72  | 96-35  |
| 2    | Magnolia Basket Campobasso (it) | 10  | 6 | 4 | 2 | 494 | 411 | 83   |  | Magnolia Basket Campobasso (it) | 97-90  |       | 72-65  | 103-38 |
| 3    | NKA Universitas PEAC Pécs (hu)  | 9   | 6 | 3 | 3 | 505 | 379 | 126  |  | NKA Universitas PEAC Pécs (hu)  | 71-74  | 73-57 |        | 122-55 |
| 4    | Les Foxes Erevan                | 6   | 6 | 0 | 6 | 298 | 634 | -336 |  | Les Foxes Erevan                | 57-112 | 71-99 | 42-102 |        |

### Équipes qualifiées

#### Classement des meilleures troisièmes
| Rang | Grp. | Équipe                             | Pts | J | G | N | P | Bp  | Bc  | Diff | Qualification             |
| ---- | ---- | ---------------------------------- | --- | - | - | - | - | --- | --- | ---- | ------------------------- |
| 1    | L    | NKA Universitas PEAC Pécs (hu)     | 9   | 6 | 3 | 0 | 3 | 505 | 379 | +126 | Premier tour des playoffs |
| 2    | G    | KSC SzekszárdELq                   | 9   | 6 | 3 | 0 | 3 | 498 | 420 | +78  | Premier tour des playoffs |
| 3    | F    | CSM ConstanțaELq                   | 9   | 6 | 3 | 0 | 3 | 471 | 470 | +1   | Premier tour des playoffs |
| 4    | H    | Elitzur Ramla                      | 9   | 6 | 3 | 0 | 3 | 435 | 451 | −16  | Premier tour des playoffs |
| 5    | E    | Bodrum Basketbol SK (tr)Q          | 9   | 6 | 3 | 0 | 3 | 427 | 448 | −21  | Éliminées                 |
| 6    | A    | Levharti Chomutov                  | 9   | 6 | 3 | 0 | 3 | 420 | 451 | −31  | Éliminées                 |
| 7    | D    | Elfic Fribourg Basket              | 9   | 6 | 3 | 0 | 3 | 389 | 438 | −49  | Éliminées                 |
| 8    | B    | AZS UMCS Lublin (en)               | 8   | 6 | 2 | 0 | 4 | 394 | 464 | −70  | Éliminées                 |
| 9    | J    | KP Brno                            | 8   | 6 | 2 | 0 | 4 | 375 | 466 | −91  | Éliminées                 |
| 10   | C    | ACS Sepsi SIC Sfântu Gheorghe (ro) | 7   | 6 | 1 | 0 | 5 | 380 | 418 | −38  | Éliminées                 |
| 11   | I    | Kangoeroes Basket Malines          | 7   | 6 | 1 | 0 | 5 | 394 | 444 | −50  | Éliminées                 |
| 12   | K    | Benfica Lisbonne                   | 7   | 6 | 1 | 0 | 5 | 387 | 465 | −78  | Éliminées                 |

### Classement des trente-deux qualifiées
Les trente-deux équipes qualifiées sont classées comme suit :
- les quatre équipes reversées du premier tour de la saison régulière de l’Euroligue sont classées de la 1re à la 4e place ;
- les douze équipes ayant terminé à la 1re place de leur groupe sont classées de la 5e à la 16e place ;
- les douze équipes ayant terminé à la 2e place de leur groupe sont classées de la 17e à la 28e place ;
- les quatre meilleures 3es sont classées de la 29e à la 32e place.

| Rang | Grp. | Équipe                              | Pts | J | G | N | P | Bp  | Bc  | Diff |
| ---- | ---- | ----------------------------------- | --- | - | - | - | - | --- | --- | ---- |
| 1    | ELA  | DVTK Miskolc                        | 7   | 6 | 1 | 0 | 5 | 356 | 390 | −34  |
| 2    | ELC  | ESB Villeneuve-d’Ascq LM            | 7   | 6 | 1 | 0 | 5 | 402 | 486 | −84  |
| 3    | ELD  | SERCO Uni Győr                      | 6   | 6 | 0 | 0 | 6 | 404 | 485 | −81  |
| 4    | ELB  | Olympiakós Le Pirée                 | 6   | 6 | 0 | 0 | 6 | 365 | 507 | −142 |
|      |      |                                     |     |   |   |   |   |     |     |      |
| 5    | A    | LDLC Lyon ASVEL féminin             | 12  | 6 | 6 | 0 | 0 | 560 | 337 | +223 |
| 6    | D    | Lattes-Montpellier                  | 12  | 6 | 6 | 0 | 0 | 499 | 339 | +160 |
| 7    | K    | Beşiktaş Istanbul                   | 12  | 6 | 6 | 0 | 0 | 508 | 366 | +142 |
| 8    | B    | CB Jairis (es)                      | 12  | 6 | 6 | 0 | 0 | 506 | 365 | +141 |
| 9    | C    | CD Ibaeta Saint-Sébastien (es)      | 12  | 6 | 6 | 0 | 0 | 438 | 340 | +98  |
| 10   | I    | Zagłębie Sosnowiec (pl)             | 12  | 6 | 6 | 0 | 0 | 477 | 380 | +97  |
| 11   | G    | Tarbes Gespe Bigorre                | 11  | 6 | 5 | 0 | 1 | 527 | 311 | +216 |
| 12   | J    | Galatasaray Istanbul                | 11  | 6 | 5 | 0 | 1 | 514 | 363 | +151 |
| 13   | L    | Uni Gérone CB                       | 11  | 6 | 5 | 0 | 1 | 525 | 398 | +127 |
| 14   | E    | Sopron Basket                       | 11  | 6 | 5 | 0 | 1 | 450 | 361 | +89  |
| 15   | H    | Arka Gdynia                         | 11  | 6 | 5 | 0 | 1 | 467 | 403 | +64  |
| 16   | F    | Castors Braine                      | 10  | 6 | 4 | 0 | 2 | 453 | 436 | +17  |
|      |      |                                     |     |   |   |   |   |     |     |      |
| 17   | J    | Uni FerrolQ                         | 11  | 6 | 5 | 0 | 1 | 455 | 353 | +102 |
| 18   | G    | Estudiantes Madrid                  | 10  | 6 | 4 | 0 | 2 | 532 | 399 | +133 |
| 19   | K    | GEAS Basket Sesto San Giovanni (it) | 10  | 6 | 4 | 0 | 2 | 450 | 362 | +88  |
| 20   | L    | Magnolia Basket Campobasso (it)     | 10  | 6 | 4 | 0 | 2 | 494 | 411 | +83  |
| 21   | C    | Étoile rouge de Belgrade            | 10  | 6 | 4 | 0 | 2 | 456 | 373 | +83  |
| 22   | F    | Rutronik Stars Keltern (en)         | 10  | 6 | 4 | 0 | 2 | 478 | 422 | +56  |
| 23   | B    | UF Angers B49Q                      | 10  | 6 | 4 | 0 | 2 | 467 | 414 | +53  |
| 24   | E    | Charnay BBS                         | 10  | 6 | 4 | 0 | 2 | 415 | 364 | +51  |
| 25   | I    | Dinamo Sassari (it)Q                | 10  | 6 | 4 | 0 | 2 | 445 | 407 | +38  |
| 26   | A    | AZS AJP Gorzów Wielkopolski         | 9   | 6 | 3 | 0 | 3 | 490 | 422 | +68  |
| 27   | D    | Klaipėdos Neptūnas                  | 9   | 6 | 3 | 0 | 3 | 397 | 391 | +6   |
| 28   | H    | Kibirkštis Vilnius (lt)             | 9   | 6 | 3 | 0 | 3 | 433 | 428 | +5   |
|      |      |                                     |     |   |   |   |   |     |     |      |
| 29   | L    | NKA Universitas PEAC Pécs (hu)      | 9   | 6 | 3 | 0 | 3 | 505 | 379 | +126 |
| 30   | G    | KSC SzekszárdELq                    | 9   | 6 | 3 | 0 | 3 | 498 | 420 | +78  |
| 31   | F    | CSM ConstanțaELq                    | 9   | 6 | 3 | 0 | 3 | 471 | 470 | +1   |
| 32   | H    | Elitzur Ramla                       | 9   | 6 | 3 | 0 | 3 | 435 | 451 | −16  |

## Playoffs

### Tableau jusqu’aux quarts de finale
Le signe * précède le score de l'équipe évoluant à domicile.
|  | Seizièmes de finale | Seizièmes de finale  | Seizièmes de finale            | Seizièmes de finale | Seizièmes de finale |     |                                | Huitièmes de finale  | Huitièmes de finale | Huitièmes de finale | Huitièmes de finale | Huitièmes de finale |  |  | Quarts de finale | Quarts de finale | Quarts de finale | Quarts de finale | Quarts de finale |
|  |                     |                      |                                |                     |                     |     |                                |                      |                     |                     |                     |                     |  |  |                  |                  |                  |                  |                  |
|  | 1                   | DVTK MiskolcEL       | 81                             | *77                 | 158                 |     |                                |                      |                     |                     |                     |                     |  |  |                  |                  |                  |                  |                  |
|  | 32                  | Elitzur Ramla        | *75                            | 71                  | 146                 |     |                                |                      |                     |                     |                     |                     |  |  |                  |                  |                  |                  |                  |
|  | 32                  | Elitzur Ramla        | *75                            | 71                  | 146                 |     | 1                              | DVTK MiskolcEL       | 73                  | *60                 | 133                 |                     |  |  |                  |                  |                  |                  |                  |
|  |                     |                      |                                |                     |                     |     | 1                              | DVTK MiskolcEL       | 73                  | *60                 | 133                 |                     |  |  |                  |                  |                  |                  |                  |
|  |                     | 17                   | Uni FerrolQ                    | *78                 | 60                  | 138 |                                |                      |                     |                     |                     |                     |  |  |                  |                  |                  |                  |                  |
|  | 16                  | 17                   | Uni FerrolQ                    | *78                 | 60                  | 138 | Castors Braine                 | 58                   | *75                 | 133                 |                     |                     |  |  |                  |                  |                  |                  |                  |
|  | 16                  |                      |                                |                     |                     |     | Castors Braine                 | 58                   | *75                 | 133                 |                     |                     |  |  |                  |                  |                  |                  |                  |
|  | 17                  | Uni FerrolQ          | *83                            | 97                  | 180                 |     |                                |                      |                     |                     |                     |                     |  |  |                  |                  |                  |                  |                  |
|  |                     |                      |                                |                     |                     |     |                                |                      |                     |                     |                     |                     |  |  | 17               | Uni FerrolQ      | 95               | *89              | 184              |
|  |                     | 25                   | Dinamo Sassari (it)Q           | *76                 | 70                  | 146 |                                |                      |                     |                     |                     |                     |  |  |                  |                  |                  |                  |                  |
|  | 8                   | CB Jairis (es)       | 54                             | *74                 | 128                 |     |                                |                      |                     |                     |                     |                     |  |  |                  |                  |                  |                  |                  |
|  | 25                  | Dinamo Sassari (it)Q | *60                            | 71                  | 131                 |     |                                |                      |                     |                     |                     |                     |  |  |                  |                  |                  |                  |                  |
|  | 25                  | Dinamo Sassari (it)Q | *60                            | 71                  | 131                 |     | 25                             | Dinamo Sassari (it)Q | *60                 | 83                  | 143                 |                     |  |  |                  |                  |                  |                  |                  |
|  |                     |                      |                                |                     |                     |     | 25                             | Dinamo Sassari (it)Q | *60                 | 83                  | 143                 |                     |  |  |                  |                  |                  |                  |                  |
|  |                     | 9                    | CD Ibaeta Saint-Sébastien (es) | 50                  | *71                 | 121 |                                |                      |                     |                     |                     |                     |  |  |                  |                  |                  |                  |                  |
|  | 9                   | 9                    | CD Ibaeta Saint-Sébastien (es) | 50                  | *71                 | 121 | CD Ibaeta Saint-Sébastien (es) | 68                   | *73                 | 141                 |                     |                     |  |  |                  |                  |                  |                  |                  |
|  | 9                   |                      |                                |                     |                     |     | CD Ibaeta Saint-Sébastien (es) | 68                   | *73                 | 141                 |                     |                     |  |  |                  |                  |                  |                  |                  |
|  | 24                  | Charnay BBS          | *68                            | 66                  | 134                 |     |                                |                      |                     |                     |                     |                     |  |  |                  |                  |                  |                  |                  |

|  | Seizièmes de finale | Seizièmes de finale             | Seizièmes de finale     | Seizièmes de finale | Seizièmes de finale |     |                      | Huitièmes de finale            | Huitièmes de finale | Huitièmes de finale | Huitièmes de finale | Huitièmes de finale |  |  | Quarts de finale | Quarts de finale | Quarts de finale | Quarts de finale | Quarts de finale |
|  |                     |                                 |                         |                     |                     |     |                      |                                |                     |                     |                     |                     |  |  |                  |                  |                  |                  |                  |
|  | 4                   | Olympiakós Le PiréeEL           | 63                      | *93                 | 156                 |     |                      |                                |                     |                     |                     |                     |  |  |                  |                  |                  |                  |                  |
|  | 29                  | NKA Universitas PEAC Pécs (hu)  | *85                     | 75                  | 160                 |     |                      |                                |                     |                     |                     |                     |  |  |                  |                  |                  |                  |                  |
|  | 29                  | NKA Universitas PEAC Pécs (hu)  | *85                     | 75                  | 160                 |     | 29                   | NKA Universitas PEAC Pécs (hu) | *85                 | 65                  | 150                 |                     |  |  |                  |                  |                  |                  |                  |
|  |                     |                                 |                         |                     |                     |     | 29                   | NKA Universitas PEAC Pécs (hu) | *85                 | 65                  | 150                 |                     |  |  |                  |                  |                  |                  |                  |
|  |                     | 13                              | Uni Gérone CB           | 73                  | *88                 | 161 |                      |                                |                     |                     |                     |                     |  |  |                  |                  |                  |                  |                  |
|  | 13                  | 13                              | Uni Gérone CB           | 73                  | *88                 | 161 | Uni Gérone CB        | 75                             | *82                 | 157                 |                     |                     |  |  |                  |                  |                  |                  |                  |
|  | 13                  |                                 |                         |                     |                     |     | Uni Gérone CB        | 75                             | *82                 | 157                 |                     |                     |  |  |                  |                  |                  |                  |                  |
|  | 20                  | Magnolia Basket Campobasso (it) | *73                     | 71                  | 144                 |     |                      |                                |                     |                     |                     |                     |  |  |                  |                  |                  |                  |                  |
|  |                     |                                 |                         |                     |                     |     |                      |                                |                     |                     |                     |                     |  |  | 13               | Uni Gérone CB    | *77              | 51               | 128              |
|  |                     | 5                               | LDLC Lyon ASVEL féminin | 72                  | *72                 | 144 |                      |                                |                     |                     |                     |                     |  |  |                  |                  |                  |                  |                  |
|  | 5                   | LDLC Lyon ASVEL féminin         | 85                      | *69                 | 154                 |     |                      |                                |                     |                     |                     |                     |  |  |                  |                  |                  |                  |                  |
|  | 28                  | Kibirkštis Vilnius (lt)         | *85                     | 67                  | 152                 |     |                      |                                |                     |                     |                     |                     |  |  |                  |                  |                  |                  |                  |
|  | 28                  | Kibirkštis Vilnius (lt)         | *85                     | 67                  | 152                 |     | 5                    | LDLC Lyon ASVEL féminin        | 72                  | *87                 | 159                 |                     |  |  |                  |                  |                  |                  |                  |
|  |                     |                                 |                         |                     |                     |     | 5                    | LDLC Lyon ASVEL féminin        | 72                  | *87                 | 159                 |                     |  |  |                  |                  |                  |                  |                  |
|  |                     | 12                              | Galatasaray Istanbul    | *77                 | 56                  | 133 |                      |                                |                     |                     |                     |                     |  |  |                  |                  |                  |                  |                  |
|  | 12                  | 12                              | Galatasaray Istanbul    | *77                 | 56                  | 133 | Galatasaray Istanbul | 95                             | *82                 | 177                 |                     |                     |  |  |                  |                  |                  |                  |                  |
|  | 12                  |                                 |                         |                     |                     |     | Galatasaray Istanbul | 95                             | *82                 | 177                 |                     |                     |  |  |                  |                  |                  |                  |                  |
|  | 21                  | Étoile rouge de Belgrade        | *72                     | 75                  | 147                 |     |                      |                                |                     |                     |                     |                     |  |  |                  |                  |                  |                  |                  |

|  | Seizièmes de finale | Seizièmes de finale                 | Seizièmes de finale         | Seizièmes de finale | Seizièmes de finale |     |                      | Huitièmes de finale | Huitièmes de finale | Huitièmes de finale | Huitièmes de finale | Huitièmes de finale |  |  | Quarts de finale | Quarts de finale | Quarts de finale | Quarts de finale | Quarts de finale |
|  |                     |                                     |                             |                     |                     |     |                      |                     |                     |                     |                     |                     |  |  |                  |                  |                  |                  |                  |
|  | 3                   | SERCO Uni GyőrEL                    | 92                          | *98                 | 190                 |     |                      |                     |                     |                     |                     |                     |  |  |                  |                  |                  |                  |                  |
|  | 30                  | KSC SzekszárdELq                    | *77                         | 73                  | 150                 |     |                      |                     |                     |                     |                     |                     |  |  |                  |                  |                  |                  |                  |
|  | 30                  | KSC SzekszárdELq                    | *77                         | 73                  | 150                 |     | 3                    | SERCO Uni GyőrEL    | 83                  | *62                 | 145                 |                     |  |  |                  |                  |                  |                  |                  |
|  |                     |                                     |                             |                     |                     |     | 3                    | SERCO Uni GyőrEL    | 83                  | *62                 | 145                 |                     |  |  |                  |                  |                  |                  |                  |
|  |                     | 14                                  | Sopron Basket               | *89                 | 80                  | 169 |                      |                     |                     |                     |                     |                     |  |  |                  |                  |                  |                  |                  |
|  | 14                  | 14                                  | Sopron Basket               | *89                 | 80                  | 169 | Sopron Basket        | 79                  | *64                 | 143                 |                     |                     |  |  |                  |                  |                  |                  |                  |
|  | 14                  |                                     |                             |                     |                     |     | Sopron Basket        | 79                  | *64                 | 143                 |                     |                     |  |  |                  |                  |                  |                  |                  |
|  | 19                  | GEAS Basket Sesto San Giovanni (it) | *66                         | 45                  | 111                 |     |                      |                     |                     |                     |                     |                     |  |  |                  |                  |                  |                  |                  |
|  |                     |                                     |                             |                     |                     |     |                      |                     |                     |                     |                     |                     |  |  | 14               | Sopron Basket    | *81              | 57               | 138              |
|  |                     | 6                                   | Lattes-Montpellier          | 54                  | *69                 | 123 |                      |                     |                     |                     |                     |                     |  |  |                  |                  |                  |                  |                  |
|  | 6                   | Lattes-Montpellier                  | 96                          | *65                 | 161                 |     |                      |                     |                     |                     |                     |                     |  |  |                  |                  |                  |                  |                  |
|  | 27                  | Klaipėdos Neptūnas                  | *60                         | 55                  | 115                 |     |                      |                     |                     |                     |                     |                     |  |  |                  |                  |                  |                  |                  |
|  | 27                  | Klaipėdos Neptūnas                  | *60                         | 55                  | 115                 |     | 6                    | Lattes-Montpellier  | 56                  | *63                 | 119                 |                     |  |  |                  |                  |                  |                  |                  |
|  |                     |                                     |                             |                     |                     |     | 6                    | Lattes-Montpellier  | 56                  | *63                 | 119                 |                     |  |  |                  |                  |                  |                  |                  |
|  |                     | 22                                  | Rutronik Stars Keltern (en) | *62                 | 45                  | 107 |                      |                     |                     |                     |                     |                     |  |  |                  |                  |                  |                  |                  |
|  | 11                  | 22                                  | Rutronik Stars Keltern (en) | *62                 | 45                  | 107 | Tarbes Gespe Bigorre | 45                  | *50                 | 95                  |                     |                     |  |  |                  |                  |                  |                  |                  |
|  | 11                  |                                     |                             |                     |                     |     | Tarbes Gespe Bigorre | 45                  | *50                 | 95                  |                     |                     |  |  |                  |                  |                  |                  |                  |
|  | 22                  | Rutronik Stars Keltern (en)         | *60                         | 71                  | 131                 |     |                      |                     |                     |                     |                     |                     |  |  |                  |                  |                  |                  |                  |

|  | Seizièmes de finale | Seizièmes de finale         | Seizièmes de finale | Seizièmes de finale | Seizièmes de finale |     |                         | Huitièmes de finale        | Huitièmes de finale | Huitièmes de finale | Huitièmes de finale | Huitièmes de finale |  |  | Quarts de finale | Quarts de finale           | Quarts de finale | Quarts de finale | Quarts de finale |
|  |                     |                             |                     |                     |                     |     |                         |                            |                     |                     |                     |                     |  |  |                  |                            |                  |                  |                  |
|  | 2                   | ESB Villeneuve-d’Ascq LMEL  | 88                  | *91                 | 179                 |     |                         |                            |                     |                     |                     |                     |  |  |                  |                            |                  |                  |                  |
|  | 31                  | CSM ConstanțaELq            | *69                 | 71                  | 140                 |     |                         |                            |                     |                     |                     |                     |  |  |                  |                            |                  |                  |                  |
|  | 31                  | CSM ConstanțaELq            | *69                 | 71                  | 140                 |     | 2                       | ESB Villeneuve-d’Ascq LMEL | 65                  | *108                | 173                 |                     |  |  |                  |                            |                  |                  |                  |
|  |                     |                             |                     |                     |                     |     | 2                       | ESB Villeneuve-d’Ascq LMEL | 65                  | *108                | 173                 |                     |  |  |                  |                            |                  |                  |                  |
|  |                     | 18                          | Estudiantes Madrid  | *75                 | 90a3p               | 165 |                         |                            |                     |                     |                     |                     |  |  |                  |                            |                  |                  |                  |
|  | 15                  | 18                          | Estudiantes Madrid  | *75                 | 90a3p               | 165 | Arka Gdynia             | 77                         | *59                 | 136                 |                     |                     |  |  |                  |                            |                  |                  |                  |
|  | 15                  |                             |                     |                     |                     |     | Arka Gdynia             | 77                         | *59                 | 136                 |                     |                     |  |  |                  |                            |                  |                  |                  |
|  | 18                  | Estudiantes Madrid          | *82                 | 59                  | 141                 |     |                         |                            |                     |                     |                     |                     |  |  |                  |                            |                  |                  |                  |
|  |                     |                             |                     |                     |                     |     |                         |                            |                     |                     |                     |                     |  |  | 2                | ESB Villeneuve-d’Ascq LMEL | 91               | *81              | 172              |
|  |                     | 7                           | Beşiktaş Istanbul   | *72                 | 81                  | 153 |                         |                            |                     |                     |                     |                     |  |  |                  |                            |                  |                  |                  |
|  | 7                   | Beşiktaş Istanbul           | 80                  | *80                 | 160                 |     |                         |                            |                     |                     |                     |                     |  |  |                  |                            |                  |                  |                  |
|  | 26                  | AZS AJP Gorzów Wielkopolski | *64                 | 71                  | 135                 |     |                         |                            |                     |                     |                     |                     |  |  |                  |                            |                  |                  |                  |
|  | 26                  | AZS AJP Gorzów Wielkopolski | *64                 | 71                  | 135                 |     | 7                       | Beşiktaş Istanbul          | 64                  | *66                 | 130                 |                     |  |  |                  |                            |                  |                  |                  |
|  |                     |                             |                     |                     |                     |     | 7                       | Beşiktaş Istanbul          | 64                  | *66                 | 130                 |                     |  |  |                  |                            |                  |                  |                  |
|  |                     | 23                          | UF Angers B49Q      | *52                 | 76                  | 128 |                         |                            |                     |                     |                     |                     |  |  |                  |                            |                  |                  |                  |
|  | 10                  | 23                          | UF Angers B49Q      | *52                 | 76                  | 128 | Zagłębie Sosnowiec (pl) | 60                         | *88                 | 148                 |                     |                     |  |  |                  |                            |                  |                  |                  |
|  | 10                  |                             |                     |                     |                     |     | Zagłębie Sosnowiec (pl) | 60                         | *88                 | 148                 |                     |                     |  |  |                  |                            |                  |                  |                  |
|  | 23                  | UF Angers B49Q              | *86                 | 90                  | 176                 |     |                         |                            |                     |                     |                     |                     |  |  |                  |                            |                  |                  |                  |

### Dernier carré
Le signe * précède le score de l'équipe évoluant à domicile.
|  | Demi finale | Demi finale                 | Demi finale                 | Demi finale | Demi finale |     |               | Finale      | Finale | Finale | Finale | Finale |  |  |  |  |  |  |  |
|  |             |                             |                             |             |             |     |               |             |        |        |        |        |  |  |  |  |  |  |  |
|  | 17          | Uni FerrolQ                 | *93                         | 63          | 156         |     |               |             |        |        |        |        |  |  |  |  |  |  |  |
|  | 5           | LDLC Lyon ASVEL féminin     | 62                          | *74         | 136         |     |               |             |        |        |        |        |  |  |  |  |  |  |  |
|  | 5           | LDLC Lyon ASVEL féminin     | 62                          | *74         | 136         |     | 17            | Uni FerrolQ | *75    | 70     | 145    |        |  |  |  |  |  |  |  |
|  |             |                             |                             |             |             |     | 17            | Uni FerrolQ | *75    | 70     | 145    |        |  |  |  |  |  |  |  |
|  |             | 2                           | ESB Villeneuve-d’Ascq LMEL0 | 78          | *84         | 162 |               |             |        |        |        |        |  |  |  |  |  |  |  |
|  | 14          | 2                           | ESB Villeneuve-d’Ascq LMEL0 | 78          | *84         | 162 | Sopron Basket | *66         | 46     | 112    |        |        |  |  |  |  |  |  |  |
|  | 14          |                             |                             |             |             |     | Sopron Basket | *66         | 46     | 112    |        |        |  |  |  |  |  |  |  |
|  | 2           | ESB Villeneuve-d’Ascq LMEL0 | 73                          | *54         | 127         |     |               |             |        |        |        |        |  |  |  |  |  |  |  |

## Récompenses

### Trophées de la saison
- MVP des Finales[14] :  Carla Leite ( ESB Villeneuve-d’Ascq LM)

### Trophées mensuels
| Mois     | Joueuse                 | Équipe                        |
| -------- | ----------------------- | ----------------------------- |
| Octobre  | Kamila Borkowska (1/2)  | Zagłębie Sosnowiec (pl) (1/2) |
| Novembre | Dominique Malonga (1/2) | LDLC Lyon ASVEL féminin (1/2) |
| Décembre | Kamila Borkowska (2/2)  | Zagłębie Sosnowiec (pl) (2/2) |
| Janvier  | Ángela Mataix (1/1)     | Uni Ferrol (1/2)              |
| Février  | Dominique Malonga (2/2) | LDLC Lyon ASVEL féminin (2/2) |
| Mars     | Claire Melia (1/1)      | Uni Ferrol (2/2)              |

### Trophées hebdomadaires

#### Meilleure équipe par journée de la saison régulière
| J. | PG                                                               | SG                                                           | SF                                                   | PF                                                    | C                                                    |
| -- | ---------------------------------------------------------------- | ------------------------------------------------------------ | ---------------------------------------------------- | ----------------------------------------------------- | ---------------------------------------------------- |
| 1  | Taylor Soule (1/1) Zagłębie Sosnowiec (pl) (1/4)                 | Aina Ayuso (1/1) CB Jairis (es) (1/1)                        | Kamila Borkowska (1/3) Zagłębie Sosnowiec (pl) (2/4) | Laura Miškinienė (1/2) AZS UMCS Lublin (en) (1/2)     | Anisha George (1/1) Protéas Voúlas (en) (1/1)        |
| 2  | Gökşen Fitik (1/1) Galatasaray Istanbul (1/1)                    | Anna Makurat (1/2) GEAS Basket Sesto San Giovanni (it) (1/2) | Liliana Banaszak (1/1) Estudiantes Madrid (1/3)      | Ruthy Hebard (1/3) Arka Gdynia (1/3)                  | Murjanatu Musa (1/3) Tarbes Gespe Bigorre (1/3)      |
| 3  | Shatori Walker-Kimbrough (1/2) AZS AJP Gorzów Wielkopolski (1/2) | Anna Makurat (2/2) GEAS Basket Sesto San Giovanni (it) (2/2) | Kateřina Rokošová (1/1) Levharti Chomutov (en) (1/2) | Alexis Prince (1/1) Elitzur Ramla (1/1)               | Murjanatu Musa (2/3) Tarbes Gespe Bigorre (2/3)      |
| 4  | Sparkle Taylor (1/3) Dinamo Sassari (it) (1/4)                   | Madison Williams (1/1) Étoile rouge de Belgrade (1/1)        | Ruthy Hebard (2/3) Arka Gdynia (2/3)                 | Laura Miskiniene (2/2) AZS UMCS Lublin (en) (2/2)     | Li Yueru (1/1) Bodrum Basketbol SK (tr) (1/1)        |
| 5  | Shatori Walker-Kimbrough (2/2) AZS AJP Gorzów Wielkopolski (2/2) | Deeshyra Thomas (1/1) Alba Berlin (en) (1/1)                 | Julie Wojta (1/1) LDLC Lyon ASVEL féminin (1/5)      | Catherine Reese (1/1) Kangoeroes Basket Malines (1/1) | Murjanatu Musa (3/3) Tarbes Gespe Bigorre (3/3)      |
| 6  | Dana Evans (1/1) Beşiktaş Istanbul (1/5)                         | Marena Whittle (1/1) KSC Szekszárd (1/2)                     | Alexandra Sharp (1/1) Estudiantes Madrid (2/3)       | Kathryn Westbeld (1/1) KSC Szekszárd (2/2)            | Kateřina Rokošová (3/3) Levharti Chomutov (en) (2/2) |

#### Meilleure équipe par journée des playoffs
| Tour                        | PG                                                    | SG                                                            | SF                                                    | PF                                                   | C                                                             |
| --------------------------- | ----------------------------------------------------- | ------------------------------------------------------------- | ----------------------------------------------------- | ---------------------------------------------------- | ------------------------------------------------------------- |
| 1/16 de finale Match aller  | Garance Rabot (1/1) Lattes-Montpellier (1/1)          | Zala Friškovec (1/1) Sopron Basket (1/2)                      | Monique Akoa Makani (1/1) Charnay BBS (1/1)           | Ruthy Hebard (3/3) Arka Gdynia (3/3)                 | Kamila Borkowska (2/3) Zagłębie Sosnowiec (pl) (3/4)          |
| 1/16 de finale Match retour | Sparkle Taylor (2/3) Dinamo Sassari (it) (2/4)        | Delicia Washington (1/1) CD Ibaeta Saint-Sébastien (es) (1/1) | Elif Bayram (1/1) Beşiktaş Istanbul (2/5)             | Kamila Borkowska (3/3) Zagłębie Sosnowiec (pl) (4/4) | Julia Reisingerová (1/2) NKA Universitas PEAC Pécs (hu) (1/2) |
| ⅛ de finale Match aller     | Shaylee Gonzales (1/1) Dinamo Sassari (it) (3/4)      | Ángela Mataix (1/2) Uni Ferrol (1/7)                          | Borislava Hristová (1/1) Uni Gérone CB (1/3)          | Temi Fagbenle (1/1) Beşiktaş Istanbul (3/5)          | Julia Reisingerová (2/2) NKA Universitas PEAC Pécs (hu) (2/2) |
| ⅛ de finale Match retour    | Sparkle Taylor (3/3) Dinamo Sassari (it) (4/4)        | Klara Lundquist (1/1) Uni Gérone CB (2/3)                     | Shavonte Zellous (1/3) ESB Villeneuve-d’Ascq LM (1/8) | Aminata Gueye (1/3) ESB Villeneuve-d’Ascq LM (2/8)   | Marena Whittle (1/1) Estudiantes Madrid (3/3)                 |
| ¼ de finale Match aller     | Carla Leite (1/2) ESB Villeneuve-d’Ascq LM (3/8)      | Holly Winterburn (1/1) Beşiktaş Istanbul (4/5)                | Noa Morro (1/1) Uni Ferrol (2/7)                      | Natasha Mack (1/1) Uni Gérone CB (3/3)               | Dominique Malonga (1/3) LDLC Lyon ASVEL féminin (2/5)         |
| ¼ de finale Match retour    | Alexis Peterson (1/1) Beşiktaş Istanbul (5/5)         | Ángela Mataix (2/2) Uni Ferrol (3/7)                          | Shavonte Zellous (2/3) ESB Villeneuve-d’Ascq LM (4/8) | Aminata Gueye (2/3) ESB Villeneuve-d’Ascq LM (5/8)   | Dominique Malonga (2/3) LDLC Lyon ASVEL féminin (3/5)         |
| Demi-finales Match aller    | Shavonte Zellous (3/3) ESB Villeneuve-d’Ascq LM (6/8) | Julie Pospíšilová (1/2) Uni Ferrol (4/7)                      | Blanca Millán (1/1) Uni Ferrol (5/7)                  | Jelena Brooks (1/1) Sopron Basket (2/2)              | Claire Melia (1/1) Uni Ferrol (6/7)                           |
| Demi-finales Match retour   | Carla Leite (2/2) ESB Villeneuve-d’Ascq LM (7/8)      | Julie Pospíšilová (2/2) Uni Ferrol (7/7)                      | Aminata Gueye (3/3) ESB Villeneuve-d’Ascq LM (8/8)    | Laura Quevedo (1/1) LDLC Lyon ASVEL féminin (4/5)    | Dominique Malonga (3/3) LDLC Lyon ASVEL féminin (5/5)         |